# 黃靜修
黃靜修（1978年1月—），別名千年，出生於台灣宜蘭，佛光大學宗教學系畢業，是健美運動專欄作家，資深體育運動與文史撰稿人，中華民國現役健美運動員，台灣石鎖運動文化遺產傳承者。專長為競技健美、壺鈴運動、運動技能學習與運動控制、運動處方設計，在臺灣健身體適能界擁有千年教練的稱號，曾多次參加健美比賽，屢獲佳績。曾任中華民國健美協會健美運動教練與裁判，現任中華民國腕力運動協會理事長、世界花式壺鈴學苑亞洲區主席。

## 生平經歷
2002年，因瓦斯氣爆的工安意外，導致他身體大面積二至三度灼傷，四肢無法行動，生活失去自理能力，在歷經多次植皮手術後，在後續復健的機緣下，持續訓練成為一名健美選手。
2004年，開始在互聯網上創作健美運動相關文章，獲得健美界熱烈迴響。
2005年，他與全國各大學健身社團共同籌組中華民國大專健美運動聯盟並擔任聯盟秘書長，在大學校園内推廣健美運動，該年度中華民國大專院校體育總會首次將健美競賽編入行事曆，並成功的主辦第一屆93學年度全國大專盃健美錦標賽。
2006年，創辦華文界第一份專業自然健美專欄網誌《健美人視界》，其專欄文章透过該網誌發行。
2014年，他回到亟待體適能教育資源與缺乏健身推廣環境的家鄉創辦蘭陽健身中心，引入健康管理與運動科學方法與概念，長期在宜蘭當地推廣並普及體適能健身與運動訓練至今。
2016年，創辦中華民國腕力運動協會開始推廣腕力及專項力量訓練並擔任理事長。
2020年，成功進入世界花式壺鈴大師排名並列世界第三，是首次進入世界花式壺鈴大師排名系統的華人。
2021年，擔任世界花式壺鈴學苑(World Kettlebell Juggling Academy)亞洲區主席負責教育與培訓，開始於亞洲推廣歷史悠久的花式壺鈴運動，培育了眾多壺鈴教練，並於疫情期間以網路串連方式凝聚了各方的熱情與創意，先後完成了台灣及海峽兩岸的花式壺鈴大型接力運動。。

## 主要著作
- 《世界壺鈴運動通史》，黃靜修著。出版社：蘭陽健康運動事業，2023年。ISBN 978-626-97856-0-5

## 外部連結
- 黃靜修的Instagram帳戶
- 黃靜修的Facebook專頁
- 健美人視界 - 千年的個人網站暨健美運動網誌
- 健美人論壇 - 專業健身健美運動精英社群